# 조선에 관한 모스크바 삼상회의 결정서
1945년 모스크바에서 개최된 미국 ·영국 ·소련 3국의 외상이사회에서 체결된, 제2차 세계 대전의 전후(戰後)문제 처리에 관한 협정인 모스크바협정 가운데 특히 한국에 대한 부문만을 말한다.
이 결정서가 공식 발표된 것은 한국 시각으로 1945년 12월 28일 오후6시였다.

## 핵심 내용
결정서의 내용은 크게 보아 세 가지 핵심적인 내용을 담고 있다.
- 첫째, 1항에 언급되었듯이, '임시 조선민주주의 정부'를 구성하는 것이다. 이것은 한반도에 정부를 세우는 과정에서 한국인들의 참여를 보장하기 위한 조직이다.
- 둘째, '임시 조선민주주의정부'를 지원할 목적으로 구체적인 방안을 연구하기 위해 미군과 소련군이 미·소공동위원회를 조직하는 것이다. 2항에 언급된 이 내용은 미국, 영국, 소련, 중국 등 4개국이 한반도에 대한 신탁통치를 실시하기로 얄타회담에서 이미 합의했지만, 현실적으로 한반도를 분할 점령하고 있는 미국과 소련 두 나라가 위원회를 만들어 정부 수립을 위한 방안을 한국인들과 논의한다는 것이다.
- 셋째, 최고 5년을 기한으로 하는 신탁통치를 실시하겠다는 것이다. 중요한 것은 신탁통치안의 실시를 위해 '조선임시정부와 민주주의단체가 참여하고', '조선임시정부와 협의한 후' 신탁통치의 방안을 제출해야 한다는 조항이 들어가 있다는 점이다. 물론 이 조항이 조선인들의 찬반 여부에 따라 신탁통치를 실시하지 않을 수도 있다는 의미는 아니지만, 전체적으로 보아 조선인들의 참여를 보장하려고 했다.

## 참고 문헌
- 강준만, 《한국현대사산책》〈1940년대편 1권〉(인물과사상사, 2004) 139쪽.
- 박태균, 《한국전쟁》 (책과함께, 2005년) 89~90쪽.